# Brain Corrosion
Brain Corrosion è il terzo album in studio del gruppo musicale Dead Infection, pubblicato nel 1995 dalla Obliteration Records.

## Tracce
1. It's Over - 01:12
2. Crazy Bucket - 00:31
3. Beware! My Name Is Thunderbolt! - 00:54
4. Satan's Hole - 02:26
5. Take Your Pants Off - 02:42
6. The Corpse of Uncombed Devil - 01:07
7. All to Nothing - 01:28
8. Brother's Embalming - 02:30
9. Our Grandfather - 02:01
10. Gory Inspiration - 01:23
11. F8 Set of Two Rolls... - 01:05
12. Brutal Murder in Dr Petru Groza - 01:43
13. Easy Come Easy Go - 01:16
14. You Broke My T-Shirt - 01:22
15. Crankshaft - 01:38
16. Rich Zombie - 01:38
17. Snakes and Ants - 01:51
18. Pull the Wire - 01:30
19. Deaf Death - 02:07
20. No Smoking - 01:05
21. Dressed in Moles - 01:39
22. Let's Have Some Fun - 01:34

## Formazione
- Jaro - voce
- Tocha - chitarra, basso
- Cyjan - batteria